# فلورنس بلیک
فلورنس بلیک (انگلیسی: Florence Blake؛ ۳۰ نوامبر ۱۹۰۷ – ۱۲ سپتامبر ۱۹۸۳) پرستار، مؤلف و استاد رشتهٔ پرستاری اهل ایالات متحده آمریکا بود. وی مشارکت‌های برجسته و مهمی در زمینهٔ پرستاری اطفال و همچنین پرستاری خانواده-محور داشت. کتاب ماندگار و موثق او «کودک، والدین او و پرستار» در سال ۱۹۵۴ میلادی منتشر شد. وی همچنین یکی از دو مؤلف کتاب‌های «ضروریات پرستاری اطفال» و «مراقبت‌های پرستاری اطفال» بود. نام او پس از مرگ در سال ۱۹۹۶ میلادی، در فهرست تالار مشاهیر انجمن پرستاران آمریکا قرار گرفت.
او مابین سال‌های ۱۹۶۳ تا ۱۹۷۰ میلادی، مدیر گروه دورهٔ آموزشی پیشرفتهٔ پرستاری اطفال در دانشگاه ویسکانسین-مدیسن بود.